# Het Oudeland
Het Oudeland (Zeeuws: 't Ouweland) is een buurtschap in de gemeente Borsele in de Nederlandse provincie Zeeland. De buurtschap is gelegen aan de Heinkenszandseweg en Oudelandseweg dicht bij Heinkenszand.
De naam van de buurtschap is de naam van de polder. In het 2e kwart van de 14e eeuw werd deze zandplaat ingepolderd en werd bekend als Heinkenszand. Niet veel later werd Heinkenszand groter door verdere inpolderingen. Toen ontstond de naam Het Oudeland, verwijzend naar de eerste polder van Heinkenszand.
Dorpen: Baarland · Borssele · Driewegen · Ellewoutsdijk · 's-Gravenpolder · 's-Heer Abtskerke · 's-Heerenhoek · Heinkenszand · Hoedekenskerke · Kwadendamme · Lewedorp · Nieuwdorp · Nisse · Oudelande · Ovezande

Buurtschappen: Baarsdorp · Bakendorp · Coudorpe · Graszode · Knaphof · Koekoek · Langeweegje · Het Oudeland · Rijkebuurt · Scheldeoord · Sinoutskerke · 't Vlaandertje · De Zak 

Zeeland: Steden en dorpen in Zeeland      Nederland: Provincies · Gemeenten